# Sultan Khoja
Sultan Khoja fou kan de Taixkent des d'una data desconeguda fins vers el 1810.
Era fill de Yunus Khan (Yunus Khoja) al que va succeir quan va morir en data desconeguda vers el 1805 quan Alim Khan de Kokand, es va apoderar temporalment de Taikent; Yunus o el seu fill Sultan Khoja la van tornar a dominar i aquest la dominava vers el 1810 quan Muhammad Umar Khan, el germà d'Alim Khan es va apoderar de Taixkent, que des de llavors va ser part del Kanat de Kokand.

## Nota
1. ↑  L'Enciclopèdia de l'Islam dona aquesta data com "aproximada" a l'article Tashkend, però a la History of the Mongols, from the 9th to the 19th Century, de Henry Hoyle Howorth, es dona la data 1814; encara que aquí s'agafa la data de 1810 (i sovint s'esmenta la de 1809), les dues són possibles ja que Alim Khan Alim va morir assassinat segons l'historiador centroasiàtic Abd al-Karim Bukhari el 1809, però el rus Nalivkin esmenta el 1816 i la probable font primària d'aquest, el Muntakhab al-tawarikh dona en realitat els primers mesos del 1817); Umar Khan, el seu successor hauria construït la mesquita principal (amb madrassa) de Kokand (Madrasa-yi Djami) el 1816 segons confirma el mateix Nalivkin. El interpret rus Filipp Nazarov que va estar al kanat l'hivern de 1813 a 1814 designa al kan amb el nom de Khan Walliami que seria una deformació local de Wali al-Niami (Wali Miyani, suggerit inicialment, és un error) i diu que tenia 25 anys, el que ha de correspondre a Umar, ja que Alim era més gran. Abd al-Karim Bukhari diu que aquesta missió de Nazarov es va produir a conseqüència de l'assassinat per un soldat rus de l'enviat de Kokand a Petropavlovks i que això va passar sota Umar i que Alim havia estat mort el 1809 i, per tant, la data del 1809 sembla la més propera a la realitat però tanmateix incorrecte ja que existeix un document d'Alim datat el juny de 1810.